# 선우민
선우민은 플라워링 하트에 등장하는 소녀 캐릭터이다.

## 소개
- 상징꽃:노란색 민들레(행복, 소망)
- 상징석:토파즈(건강, 생명)
- 상징색: 레몬색.
- 마음의 상징: 용기
- 변신아이템: 레인보우 셰도우
- 특기: 운동, 개그

## 상세
12세. 주황색 숏컷에 모자를 쓰고 다리에 주황색 타이츠를 신은 소녀로 아리와 수하와는 학급친구. 보이시한 외모처럼 운동형. 체력이 좋으며 어떤 일에도 자신만만하며 용감하지만 왼쪽 소매에 민들레가 있다.

## 같이 보기
- 슈엘
- 진아리
- 우수하
- 플라워링 하트